# Illés Endre
Illés Endre, 1928-ig Novotny Andor Dezső (Csütörtökhely, 1902. június 4. – Budapest, 1986. július 25.) kétszeres Kossuth-díjas magyar elbeszélő, drámaíró, könyvkiadó igazgató, műfordító, műkritikus.

## Életpályája

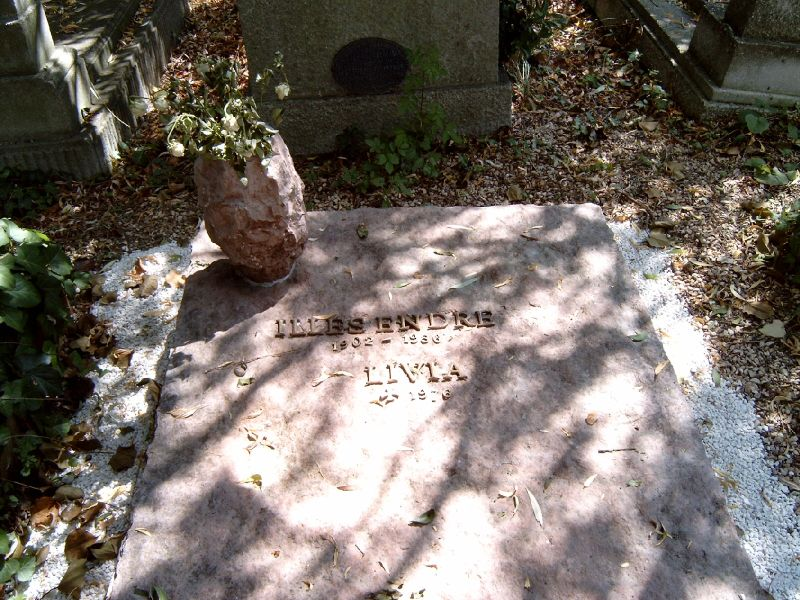
Sírja Budapesten. Farkasréti temető: 45/1-2-24.

Novotny Andor és Sztrissovszky Berta fia. Gimnáziumi tanulmányait Lőcsén végezte. Érettségi után Budapesten orvostanhallgató, első mestere Korányi Sándor, illetve Gulácsy Irén volt. Írói tehetségére Mikes Lajos figyelt fel. A Pesti Naplóban és Az Estben jelentek meg első elbeszélései. Első novelláskötetében az érett elbeszélő biztonságával elemezte az emberi érzéseket. Ekkor már a Nyugat megbecsült kritikusai és esszéírói közé tartozott. 1938-tól a Révai Könyvkiadó irodalmi vezetője volt. A második világháború alatt több olyan külföldi író sorozatban való kiadását kezdeményezte, akiknek megjelentetése antifasiszta megnyilvánulás volt (Dosztojevszkij, Thomas Mann, Anatole France, Oscar Wilde). 1950-ben, a Révai Könyvkiadó államosítása után eltávolították a szerkesztőségből, évekig a könyvkiadó műszaki osztályán dolgozott, s e méltatlan, hallgatásban eltöltött esztendők során olyan gazdag könyvkiadói tapasztalatokra tett szert, hogy 1957-től igényes és hozzáértő igazgatója lehetett a Szépirodalmi Könyvkiadónak. Kifejezésmódjára hatott Stendhal és Maupassant, akiknek nem egy művét az ő pontos, magas színvonalú fordításában ismerhette meg a közönség. 1965-ben kidolgozta a Magyar Remekírók kiadási tervét. A magyar irodalom klasszikusainak kiadása, amely az 1973-as Könyvhéten indult, a magyar könyvkiadás történetének egyik legnagyobb vállalkozása volt. Halála után a Szépirodalmi Könyvkiadó Illés Endre-díjat alapított.
Házastársa Gerlóczi Lívia volt, akit 1930. május 24-én Budapesten vett nőül.

## Művei
- Törtetők (dráma, 1941)
- Zsuzsa; Franklin, Budapest, 1942
- A mostoha (dráma, 1947)
- Kevélyek; Franklin, Budapest, 1947 (Magyar írók)
- Hazugok. Vígjáték; Franklin, Budapest, 1949
- Történet a szerelemről és a halálról; Móra, Budapest, 1957
- Krétarajzok; Magvető, Budapest, 1957
- Illés Endre–Vas István: Trisztán. Dráma; Magvető, Budapest, 1957 (Borsos Miklós tíz metszetével)
- Hamisjátékosok; Magvető, Budapest, 1958
- Vörös és fekete (regényadaptáció, 1959)
- Türelmetlen szeretők (dráma, 1959)
- Kettős kör. Színmű; Magvető, Budapest, 1962
- Homokóra. Komédia; Szépirodalmi, Budapest, 1962
- Illés Endre–Vas István: Rendetlen bűnbánat; Magvető, Budapest, 1963
- Az idegen. Dráma; Magvető, Budapest, 1965
- Gellérthegyi éjszakák; Szépirodalmi, Budapest, 1965
- Száz történet, 1-2.; Magvető, Budapest, 1966
  - 1. Múlt és félmúlt
  - 2. Félmúlt és jelen
- Színház; Szépirodalmi, Budapest, 1967
- Írók, színészek, dilettánsok; Magvető, Budapest, 1968
- Szakadékok; Magvető, Budapest, 1969 (Illés Endre művei)
- Szigorlat; Magvető, Budapest, 1969 (Illés Endre művei)
- Festett egek (színmű, 1969)
- Krétarajzok; 2. bővített kiadás; Magvető, Budapest, 1970 (Illés Endre művei)
- A tövisszúró; Magvető, Budapest, 1971 (Illés Endre művei)
- Félelem. Illés Endre novellája; Magyar Iparművészeti Főiskola Ny., 1971 (Studium)
- Hármaskönyv, 1-3.; Magvető, Budapest, 1972 
  - 1. Festett egek. A drámaíró
  - 2. Stendhal. Az esszéista
  - 3. Hamu. Az elbeszélő
- Árnyékrajzok; Magvető, Budapest, 1972 (Illés Endre művei)
- Két oroszlán között; Magvető, Budapest, 1973 (Illés Endre művei)
- Névtelen levelek (dráma, 1974)
- Egyszárnyú madarak (mesejáték, 1974)
- Történet a szerelemről és a halálról / Hamisjátékosok; Zrínyi Ny., Budapest, 1974 (Magvető zsebkönyvtár)
- Örvények között / Hamisjátékosok; Magvető–Szépirodalmi, Budapest, 1975 (30 év)
- A fele komédia; Magvető, Budapest, 1975 (Illés Endre művei)
- Névtelen levelek. Színmű; LITA, Bratislava, 1976
- Spanyol Izabella; Magvető, Budapest, 1976
- A só íze; Magvető, Budapest, 1976 (Illés Endre művei)
- Hálókba bonyolódva; Magvető, Budapest, 1977 (Illés Endre művei)
- Dilaudid; Magvető, Budapest, 1978 (Rakéta Regénytár)
- Illés Endre–Vas István: Izabella és testvérei / Trisztán / Vörös és fekete / Spanyol Izabella; Magvető, Budapest, 1978 (Illés Endre művei)
- Ostya nélkül; Magvető, Budapest, 1978 (Illés Endre művei)
- Mestereim, barátaim, szerelmeim, 1-2.; Magvető, Budapest, 1979
- Halandók, 1-2.; Magvető, Budapest, 1980
- Kulisszák nélkül. Tizenhét színpadi játék, 1-2.; Magvető, Budapest, 1981
- Tüdőgyulladásom első éjszakája; Zrínyi Ny., Budapest, 1982
- Igézet. Illés Endre képeskönyve; Magvető, Budapest, 1982
- Erős fényben. Novellák; vál., utószó Gálfalvi Zsolt; Kriterion, Bukarest, 1983 (Horizont könyvek)
- Mestereim, barátaim, szerelmeim; 2. bővített kiadás; Magvető, Budapest, 1983
- Szerelmeim, évek múlva; Magvető, Budapest, 1984
- Méhrajzás. Félszáz arcképvázlat nőkről; Magvető, Budapest, 1985
- Ezüstpénz. Félszáz arcképvázlat férfiakról; Magvető, Budapest, 1986
- Szávitri. Történet a szerelemről és a halálról; ill. Kass János; Móra, Budapest, 1986

### Halála után
- Napfoltok; Magvető, Budapest, 1987
- "...talpig nehéz hűségbe". Naplótöredékek, útijegyzetek, emlékezések; szöveggond., sajtó alá rend. Kónya Judit; Szépirodalmi, Budapest, 1988
- Levelei Mezei Máriának (Színházi Szemle, 1990)
- Halandók és halhatatlanok. Kiadatlan esszék és kritikák; vál., sajtó alá rend. Kónya Judit; Szépirodalmi, Budapest, 1990
- Belvárosi karácsony. Elbeszélések, kisregény; vál., utószó Domokos Mátyás; Osiris, Budapest, 2000 (Millenniumi könyvtár)

## Műfordításai
- Roger Martin du Gard: Vén Európa (regény, 1937)
- François Mauriac: Fekete angyalok (regény, 1937)
- Stendhal: Vörös és fekete (regény, 1950)
- André Stil: A "Szajna" kifut a tengerre (elbeszélések, 1951)
- Guy de Maupassant: Milon apó (elbeszélések, 1952)
- Stendhal: Vörös és fehér (regény, 1953)
- G. de Maupassant: Egy asszony élete (regény, 1954)
- Stendhal: A pármai kolostor (regény, 1958)
- Stendhal: Vanina Vanini vagy különös részletek a karbonárók utolsó titkos összejöveteléről (elbeszélések, 1968)
- G. de Maupassant: Ékszerek (elbeszélések, 1973)
- G. de Maupassant: Une aventure parisienne (elbeszélések, 1996)

## Díjai, elismerései
- Baumgarten-díj (1937, 1939)
- Szocialista Kultúráért (1953)
- József Attila-díj (1962, 1978)
- A Magyar Népköztársaság Rubinokkal Ékesített Zászlórendje (1962)
- Munka Érdemrend (1962)
- Kossuth-díj (1963, 1975)
- Pro Arte aranyérem (1969)
- A Munka Érdemrend arany fokozata (1970)
- Munka Vörös Zászló Érdemrend (1975)
- A Művészeti Alap Nagydíja (1982)
- A Magyar Népköztársaság Zászlórendje (1982)